# 阿斯卡隆 (密蘇里州)
阿斯卡隆（英語：Ascalon）是位於美國密蘇里州聖路易斯縣的非建制地區。

## 歷史
阿斯卡隆的郵局於1896年設立，其後於1904年停運。

## 地理
阿斯卡隆所處的海拔為高於海平面200米（即656英呎），而該地所採用的時區為UTC-6，即北美中部時區（CST）。同時該地設有夏令時間，為UTC-6調快一小時，即UTC-5（CDT）。